# Inflacja w Indiach
Stopa inflacji w Indiach wyniosła 3,78% w sierpniu 2015 r., zgodnie z danymi pozyskanymi z Ministry of Statistics and Programme Implementation, założonym 15 października 1999 roku. Oznacza to nieznaczne obniżenie w stosunku do poprzedniej rocznej wartości, które wynosiła 9,6% w czerwcu 2011 r. Stopy inflacji w Indiach są zazwyczaj podawane jako zmiany indeksu cen hurtowych (WPI) dla wszystkich towarów
Wiele krajów rozwijających się wykorzystuje zmiany wskaźnika cen konsumpcyjnych (CPI) jako główną miarę inflacji. W Indiach CPI (łącznie) jest deklarowany jako nowy standard pomiaru inflacji (kwiecień 2014 r.) Liczby CPI są zazwyczaj mierzone co miesiąc i ze znacznym opóźnieniem, czyniąc je nieodpowiednimi do wykorzystania w polityce. Indie wykorzystują zmiany CPI do pomiaru stopy inflacji.
Tymczasowa roczna stopa inflacji oparta na ogólnym indyjskim wskaźniku CPI (połączonym) za listopad 2013 r. w szczegółowym ujęciu wynosiła 11,24%i jest nieco wyższa w porównaniu z 10,17% (końcowy) za poprzedniego miesiąca, a więc października 2013 r. Odpowiednie tymczasowe stopy inflacji dla obszarów wiejskich i miejskich za listopad 2013 r. wynoszą odpowiednio 11,74% i 10,53%. Stopy inflacji (ostateczne) dla obszarów wiejskich i miejskich za październik 2013 r. wynosiły odpowiednio 10,19% i 10,20%.
WPI mierzy cenę reprezentatywnego koszyka towarów hurtowych. W Indiach koszyk ten składa się z trzech grup: artykuły podstawowe (22,62% masy całkowitej), paliwo i moc (13,15%) oraz produkty wytworzone (64,23%). Artykuły spożywcze z grupie artykułów podstawowych stanowią 15,26% całkowitej masy. Najważniejszymi składnikami produktów wytworzonych (produkty spożywcze 19.12%) są produkty chemiczne (12%); metale podstawowe, stopy i wyroby metalowe (10,8%); maszyny i obrabiarki (8,9%); tekstylia (7,3%) oraz transport, sprzęt i części (5,2%).
Numery WPI były zazwyczaj mierzone co tydzień przez Ministerstwo Handlu i Przemysłu. Sprawia to, że statystyki CPI są szybsze i rzadsze. Jednak od 2009 r. mierzony jest co miesiąc, a nie co tydzień.

## Problemy
Wyzwania w rozwijającej się gospodarce są liczne, zwłaszcza w kontekście polityki monetarnej z Bankiem Centralnym, zjawiska inflacji i stabilności cen. W dzisiejszych czasach istnieje uniwersalny argument, że polityka pieniężna jest kluczowym elementem w przedstawianiu i kontrolowaniu inflacji. Bank Centralny dąży do tego, aby kontrolować i utrzymywać stabilną cenę towarów. Dobre środowisko stabilności cen powoduje mobilizację oszczędności i trwały wzrost gospodarczy. Były gubernator RBI C. Rangarajan wskazuje, że istnieje długoterminowy kompromis między produkcją a inflacją. Dodaje, że krótkoterminowy kompromis zdaje się wprowadzać niepewność co do poziomu cen w przyszłości. Istnieje zgoda, że banki centralne miały na celu wprowadzenie celu stabilności cen, podczas gdy argument przemawia za tym, co to oznacza w praktyce.

### Optymalna stopa inflacji
Jest to podstawowy temat przy podejmowaniu decyzji o odpowiedniej polityce pieniężnej. Istnieją dwie dyskusyjne proporcje efektywnej inflacji, niezależnie od tego, czy powinna ona mieścić się w przedziale 1–3% jako stopa inflacji utrzymująca się w gospodarce uprzemysłowionej, czy powinna wynosić 6–7%. Przy podejmowaniu decyzji o skomplikowanej stopie inflacji występują pewne problemy związane z jej pomiarem. Obciążenie pomiaru często oblicza stopę inflacji, która jest stosunkowo większa niż rzeczywista. Po drugie, często pojawia się problem, gdy konieczne jest wychwycenie poprawy jakości produktu, a zatem ma to wpływ na wskaźnik cen. Preferowanie przez konsumenta tańszego towaru ma wpływ na koszyk konsumpcyjny po kosztach, ponieważ zwiększone wydatki na tańsze towary wymagają czasu na zwiększenie wagi i pomiar inflacji. Komisja Boskina mierzyła co roku 1,1 procent zwiększonej inflacji w USA. Istnieje pogląd komisji mówiący o tym, że wszechstronne badania krajów rozwiniętych na temat inflacji są dość niskie.

### Podaż pieniądza[3]
Złagodzenie ilościowe przez banki centralne z efektem zwiększonej podaży pieniądza w gospodarce często pomaga zwiększyć lub umiarkować cele inflacyjne. Istnieje układanka między niską stopą inflacji a wysokim wzrostem podaży pieniądza. Gdy obecna stopa inflacji jest niska, wysoka podaż pieniądza uzasadnia zaostrzenie płynności i wzrost stopy procentowej dla umiarkowanego zagregowanego popytu i uniknięcie potencjalnych problemów. Ponadto, w przypadku niskiej produkcji, zaostrzona polityka pieniężna wpłynie na produkcję w znacznie bardziej dotkliwy sposób. Szoki podażowe odgrywają dominującą rolę w polityce pieniężnej. Zaskakujące zbiory w latach 1998–1999 z wydajnością buforową w pszenicy, trzcinie cukrowej i roślinach strączkowych doprowadziły do wczesnego stanu podaży, co jeszcze bardziej wpłynęło na ich ceny w porównaniu z sytuacją z ubiegłego roku. Zwiększona konkurencja importowa od 1991 r. Wraz z liberalizacją handlu w znacznym stopniu przyczyniła się do ograniczenia konkurencji produkcyjnej z tańszymi surowcami rolnymi i przemysłem włókienniczym. Te technologie oszczędzające koszty często pomagają w obniżeniu stopy inflacji. Normalne cykle wzrostu wraz z międzynarodową presją cenową charakteryzowały się kilkakrotnie niepewnością wewnętrzną.

### Handel globalny
Inflacja w Indiach generalnie występuje w wyniku globalnych towarów handlowych i kilku wysiłków podejmowanych przez Bank Rezerw Indii (RBI) w celu osłabienia rupii wobec dolara. Zrobiono to po wybuchach Pokhran w 1998 r.Uznano to za główną przyczynę kryzysu inflacyjnego, a nie krajowej inflacji. Według niektórych ekspertów polityka RBI, aby wchłonąć wszystkie dolary wchodzące do indyjskiej gospodarki, przyczynia się do wzrostu rupii. Kiedy dolar amerykański domagał się 30% marży, RBI dokonało ogromnego zastrzyku dolara w gospodarce, co spowodowało, że stał się on bardzo płynny, co dodatkowo spowodowało wzrost inflacji w towarach niehandlowych. Obraz RBI wyraźnie przedstawia subsydiowanie eksportu ze słabym kursem dolara. Wszystko to stanowi o niebezpiecznej polityce inflacyjnej prowadzonej przez bank centralny kraju. Ponadto, ze względu na tanie produkty importowane do kraju, które są wytwarzane w oparciu o zaawansowane technologicznie i kapitałochłonne techniki, albo zwiększają ceny krajowych surowców na rynku globalnym, albo są zmuszone sprzedawać po niższej cenie, a zatem przynoszą ciężkie straty.

## Czynniki
Istnieje kilka czynników, które pomagają określić wpływ inflacji w kraju i dodatkowo pomóc w przeprowadzeniu analizy porównawczej polityki w tym samym zakresie. Główną determinantą inflacji w odniesieniu do tworzenia i wzrostu zatrudnienia jest krzywa Phillipsa.

### Czynniki popytu
Zasadniczo występuje w sytuacji, gdy zagregowany popyt w gospodarce przekroczył zagregowaną podaż. Można by to dalej opisać jako sytuację, w której zbyt dużo pieniędzy goni zaledwie kilka towarów. Kraj ma zdolność produkowania tylko 5500 sztuk towaru, ale rzeczywisty popyt w tym kraju wynosi 7000 sztuk. Stąd też, w wyniku niedoboru podaży, ceny towaru rosną. Zasadniczo jest to postrzegane w Indiach w kontekście społeczeństwa rolnego, gdzie ze względu na susze i powodzie lub nieodpowiednie metody przechowywania zbóż prowadzi do mniejszej lub pogorszonej produkcji, co powoduje wzrost cen towarów, ponieważ popyt pozostaje taki sam.

### Czynniki podaży
Inflacja po stronie podaży jest kluczowym składnikiem rosnącej inflacji w Indiach. Niedobór w rolnictwie lub szkody w tranzycie powodują niedobór powodujący wysokie presje inflacyjne. Podobnie wysoki koszt pracy ostatecznie zwiększa koszty produkcji i prowadzi do wysokiej ceny towaru. Kwestie energii dotyczące kosztów produkcji często zwiększają wartość końcowego produktu. Te czynniki napędzane podażą mają zasadniczo narzędzie fiskalne do regulacji i moderacji. Ponadto globalny wpływ wzrostu cen często wpływa na inflację po stronie podażowej gospodarki.
Konsensus w sprawie głównej przyczyny lepkiego i uporczywie wysokiego wskaźnika cen towarów i usług konsumenckich, czyli inflacji detalicznej Indii, wynika z ograniczeń po stronie podaży; i nadal tam, gdzie stopa procentowa pozostaje jedynym narzędziem w Banku Rezerw Indii. Wyższa stopa inflacji ogranicza również środowisko produkcyjne Indii.

### Czynniki krajowe
Gospodarki rozwijające się, takie jak Indie, mają ogólnie słabiej rozwinięty rynek finansowy, co powoduje gorsze powiązanie między stopami procentowymi a zagregowanym popytem. Stanowi to rzeczywistą lukę pieniężną, którą można określić jako potencjalną determinantę wzrostu cen i inflacji w Indiach. W Indiach istnieje luka zarówno w zakresie produkcji, jak i rzeczywistej luki pieniężnej. Podaż pieniądza rośnie szybko, podczas gdy dostawa towarów wymaga czasu, co powoduje wzrost inflacji. Podobnie gromadzenie było problemem w Indiach, gdzie ceny cebuli były wysokie. Istnieje kilka innych postaw dotyczących złota i srebra oraz ich wzrostu cen.

### Czynniki zewnętrzne
Określenie kursu walutowego jest ważnym elementem presji inflacyjnej, która pojawia się w Indiach. Liberalna perspektywa gospodarcza w Indiach wpływa na rynki krajowe. Wraz ze wzrostem cen w Stanach Zjednoczonych wpływa to na Indie, gdzie towary są teraz importowane po wyższej cenie, co znowu wpływa na wzrost cen. Stąd nominalny kurs walutowy i inflacja importowa są środkami, które obrazują konkurencyjność i wyzwania dla gospodarki.

### Wartość
Stopa inflacji w Indiach w sierpniu 2013 r. została odnotowana naa poziomie 6,2% (WPI). Od 1969 r. do 2013 r., stopa inflacji w Indiach wynosiła średnio 7,7%, osiągając rekordowy poziom 34,7% we wrześniu 1974 r. I rekordowo niski poziom – 11,3% w maju 1976 r.
Stopa inflacji dla artykułów podstawowych wynosi obecnie 9,8% (stan na 2012 r.). To dzieli się na stawkę 7,3% dla żywności, 9,6% dla produktów nieżywnościowych i 26,6% dla produktów górniczych. Stopa inflacji dla paliwa i energii wynosi 14,0%. Natomiast stopa inflacji dla artykułów produkowanych ręcznie wynosi obecnie 7,3%.

## Indeks
Poniżej przedstawiono porównanie średniej inflacji cen konsumpcyjnych, kosztu (w przypadku składania deklaracji podatkowych) inflacji, wskaźników złota, srebra i inflacji domów w Indiach (zestawionych z MFW, CBDT, RBI i wielu źródeł). Indeks cen jest przydatny w mierzeniu dochodu i zysku sprzedawców, wskaźnik kosztów jest przydatny podczas określania wydatków i utracie nabywców, podczas gdy indeks złota pomaga mierzyć bogactwo.
| Rok  | Indeks Cen (IMF) | Indeks kosztów (CBDT) | Indeks złota (RBI) | Indeks srebra (RBI) | Indeks domowy (RBI) |
| ---- | ---------------- | --------------------- | ------------------ | ------------------- | ------------------- |
| 1970 | –                | –                     | –                  | 0.447               | –                   |
| 1971 | –                | –                     | 0.516              | 1.211               | –                   |
| 1972 | –                | –                     | 0.801              | 1.529               | –                   |
| 1973 | –                | –                     | 1.455              | 2.698               | –                   |
| 1974 | –                | –                     | 2.123              | 3.902               | –                   |
| 1975 | –                | –                     | 2.078              | 4.066               | –                   |
| 1976 | –                | –                     | 1.847              | 4.305               | –                   |
| 1977 | –                | –                     | 2.169              | 4.352               | –                   |
| 1978 | –                | –                     | 2.750              | 5.197               | –                   |
| 1979 | –                | –                     | 5.264              | 15.106              | –                   |
| 1980 | 8.960            | –                     | 7.423              | 13.401              | –                   |
| 1981 | 10.094           | 10.000                | 6.049              | 8.724               | –                   |
| 1982 | 10.875           | 10.900                | 6.251              | 9.431               | –                   |
| 1983 | 12.241           | 11.600                | 6.710              | 11.722              | –                   |
| 1984 | 13.038           | 12.500                | 6.468              | 9.367               | –                   |
| 1985 | 13.853           | 13.300                | 6.448              | 7.987               | –                   |
| 1986 | 15.085           | 14.000                | 7.885              | 7.400               | –                   |
| 1987 | 16.451           | 15.000                | 9.562              | 10.055              | –                   |
| 1988 | 17.638           | 16.100                | 9.801              | 9.905               | –                   |
| 1989 | 18.444           | 17.200                | 10.315             | 9.487               | –                   |
| 1990 | 20.509           | 18.200                | 10.821             | 8.597               | –                   |
| 1991 | 23.274           | 19.900                | 14.205             | 10.899              | –                   |
| 1992 | 25.570           | 22.300                | 16.664             | 12.499              | –                   |
| 1993 | 27.431           | 24.400                | 18.831             | 15.803              | –                   |
| 1994 | 30.249           | 25.900                | 19.320             | 17.291              | –                   |
| 1995 | 33.263           | 28.100                | 20.942             | 19.364              | –                   |
| 1996 | 36.400           | 30.500                | 21.428             | 19.208              | –                   |
| 1997 | 38.891           | 33.100                | 18.879             | 20.513              | –                   |
| 1998 | 43.996           | 35.100                | 19.761             | 23.813              | –                   |
| 1999 | 46.503           | 38.900                | 19.483             | 24.288              | –                   |
| 2000 | 49.129           | 40.600                | 20.038             | 23.700              | –                   |
| 2001 | 51.249           | 42.600                | 21.301             | 22.362              | –                   |
| 2002 | 53.286           | 44.700                | 25.310             | 24.228              | –                   |
| 2003 | 55.342           | 46.300                | 27.867             | 26.608              | –                   |
| 2004 | 57.462           | 48.000                | 29.990             | 32.555              | –                   |
| 2005 | 59.996           | 49.700                | 33.951             | 38.057              | –                   |
| 2006 | 64.016           | 51.900                | 45.688             | 60.466              | –                   |
| 2007 | 67.985           | 55.100                | 49.485             | 62.460              | –                   |
| 2008 | 74.173           | 58.200                | 64.084             | 66.864              | –                   |
| 2009 | 82.332           | 63.200                | 77.849             | 79.933              | –                   |
| 2010 | 90.153           | 71.100                | 94.687             | 116.836             | 53.300              |
| 2011 | 98.718           | 75.800                | 126.970            | 181.068             | 67.050              |
| 2012 | 108.590          | 85.200                | 144.595            | 177.763             | 80.400              |
| 2013 | 118.797          | 93.900                | 128.696            | 138.810             | 90.250              |
| 2014 | 125.687          | 102.400               | 122.602            | 118.703             | 106.050             |
| 2015 | 131.846          | 108.100               | 121.157            | 106.972             | 109.550             |
| 2016 | 137.779          | 112.500               | 135.582            | 127.866             | 121.000             |
| 2017 | 142.742          | 115.900               | 133.092            | 116.539             | 129.100             |
| 2018 | 149.816          | 119.280               | 141.901            | 115.134             | 133.350             |